# Tom Hagedorn

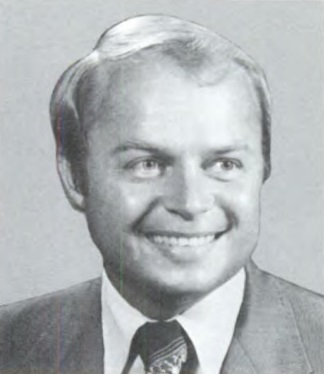
Tom Hagedorn (1981)

Thomas Michael „Tom“ Hagedorn (* 27. November 1943 in Blue Earth, Minnesota) ist ein US-amerikanischer Politiker. Zwischen 1975 und 1983 vertrat er den Bundesstaat Minnesota im US-Repräsentantenhaus.

## Werdegang
Tom Hagedorn besuchte bis 1961 die Blue Earth High School und diente danach in der US Navy. Nach seiner Militärzeit arbeitete er als Farmer im Watonwan County.  Dabei spezialisierte er sich auf den Getreideanbau und die Viehzucht. Politisch schloss sich Hagedorn der Republikanischen Partei an. Zwischen 1971 und 1975 saß er als Abgeordneter im Repräsentantenhaus von Minnesota. In den Jahren 1968 und 1972 war er Delegierter auf regionalen republikanischen Parteitagen in Minnesota. 1976 und 1980 nahm er als Delegierter an den Republican National Conventions teil, auf denen Gerald Ford und später  Ronald Reagan als Präsidentschaftskandidaten nominiert wurden.
Bei den Kongresswahlen des Jahres 1974 wurde Hagedorn im zweiten Wahlbezirk von Minnesota in das US-Repräsentantenhaus in Washington, D.C. gewählt. Dort trat er am 3. Januar 1975 die Nachfolge von Ancher Nelsen an. Nach drei Wiederwahlen konnte er bis zum 3. Januar 1983 vier zusammenhängende Legislaturperioden im Kongress absolvieren. Vor den Wahlen des Jahres 1982 wurde er von seiner Partei nicht mehr nominiert. Sein Mandat fiel an Vin Weber. Nach dem Ende seiner Zeit im US-Repräsentantenhaus wurde Tom Hagedorn Präsident der Premium Companies. Er lebt heute in Alexandria (Virginia).